# Arpeggione
El arpeggione es un instrumento musical derivado de la viola da gamba, hermano del violonchelo (por la forma) y de la guitarra (por sus seis cuerdas), inventado en 1823 por un luthier vienés, Johann Georg Staufer.

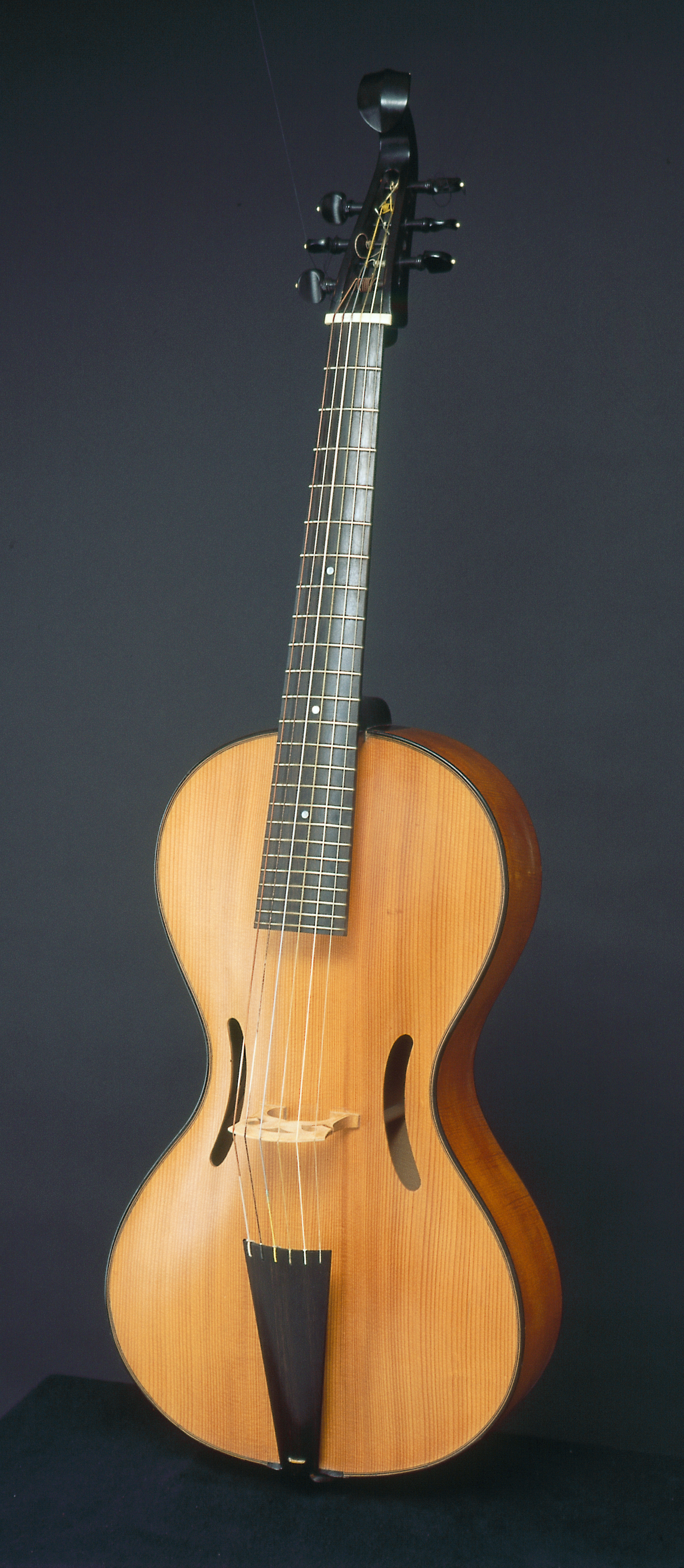
Arpeggione construido en 1968 por Henning Aschauer siguiendo las especificaciones de Alfred Lessing

La única obra importante para este instrumento de efímera existencia es la Sonata para arpeggione y piano D. 821 de Schubert, no publicada hasta 1871 que probablemente fue encargada por el propio Staufer. Tiene mas trastes que la viola da gamba.